# Предупреждение (фильм, 1953)
«Предупреждение» (чеш. Výstraha) — чехословацкий цветной фильм 1953 года режиссёра Мирослава Цикана.

## Сюжет
В основе сюжета реальная история завода по производству синтетического бензина в Залужах, прототип главного героя — Йиндржих Шнобл.
В конце войны перед освобождением Чехословакии советскими войсками американские нефтехимические магнаты понимая, что крупный завод по производству синтетической нефти в Залужи перейдёт под контроль СССР, решают его уничтожить и бомбардировщики США во время «неточных атак» при ковровых бомбардировках города разрушают завод.
В разбомбленном городе остаётся лишь горстка людей. Коммунисты, возглавляемые рабочим Трнкой и секретарём заводской ячейки КПЧ Ванеком, спасшие завод от подрыва немцами, но ничего не смогшие поделать с бомбами США, клянутся восстановить завод.
Их усилия действительно приносят плоды и вскоре с помощью СССР построен и запущен «Завод Сталина», что, однако, не нравится конкурентам за рубежом, и они пытаются ликвидировать производство, для чего используют саботаж, парламентские комиссии, а также демагогическое убеждение общественности.
При наборе новых рабочих на завод проникают агенты империалистов, саботирующие усилия честных рабочих. И хотя их попытка разрушить важный трубопровод не удалаётся, но скрытый дефект в головке напорной башни позволяет им вызвать взрыв.
В парламенте Чехословакии реакционные силы, используя факт взрыва, требуют закрытия завода и взамен организовать поставку топлива из США. Трнка, который тем временем стал депутатом, раскрывает их планы. Однако только февральские события 1948 года поставили окончательную точку в спекуляциях вокруг завода.

## В ролях
- Йосеф Микса — Иржи Трнка, председатель совета завода, прототип — Йиндржих Шнобл
- Зденек Крызанек — Ванек, председатель заводского совета КПЧ
- Владимир Шмерал — Ханка, сотрудник службы безопасности
- Владимир Петрушка — Збух, рабочий
- Олдржих Лукеш — Ондра, рабочий
- Мария Вашова — жена Ондры
- Иржи Совак — Дрнец, кочегар паровоза
- Карел Рихтер — Ярек, лаборант
- Станислав Брудер — Тонек, лаборант
- Богуш Рендл — Грдла, инженер, руководитель химической лаборатории
- Квета Фиалова — Вера Кадлекова, телефонистка
- Божена Бёмова — Андулка, рабочая, сотрудница социальной службы
- Густав Хилмар — Фейт, инженер, начальник производства
- Бедржих Карен — Смит, представитель химического концерна
- Милош Недбал — Альфред Скоп, адвокат концерна Фарбена
- Теодор Пиштек — Барта, инженер, управляющий химзавода
- Либуше Поспишилова — Лили Бурдова, инженер
- Йозеф Хвалина — Йозеф Карас, бригадир, бывший управляющий
- Витезслав Бочек — Рыска, инженер, вредитель
- Ян Матысек — Ян Пивонька, рабочий из Витковице
- Франтишек Ганус — Горский, делегат от народной социалистической партии
- Ладислав Богач — делегат компартии
- Йиржи Догнал — Клемент Готвальд
- Эрвин Золар — Савченко, капитан РККА

## Песня
В фильме звучит кантата «Сталинская» («Stalinská kantáta»), музыка Э. Буриан; слова Иржи Вацлава Свободы.